# Stanisław Bereśniewicz

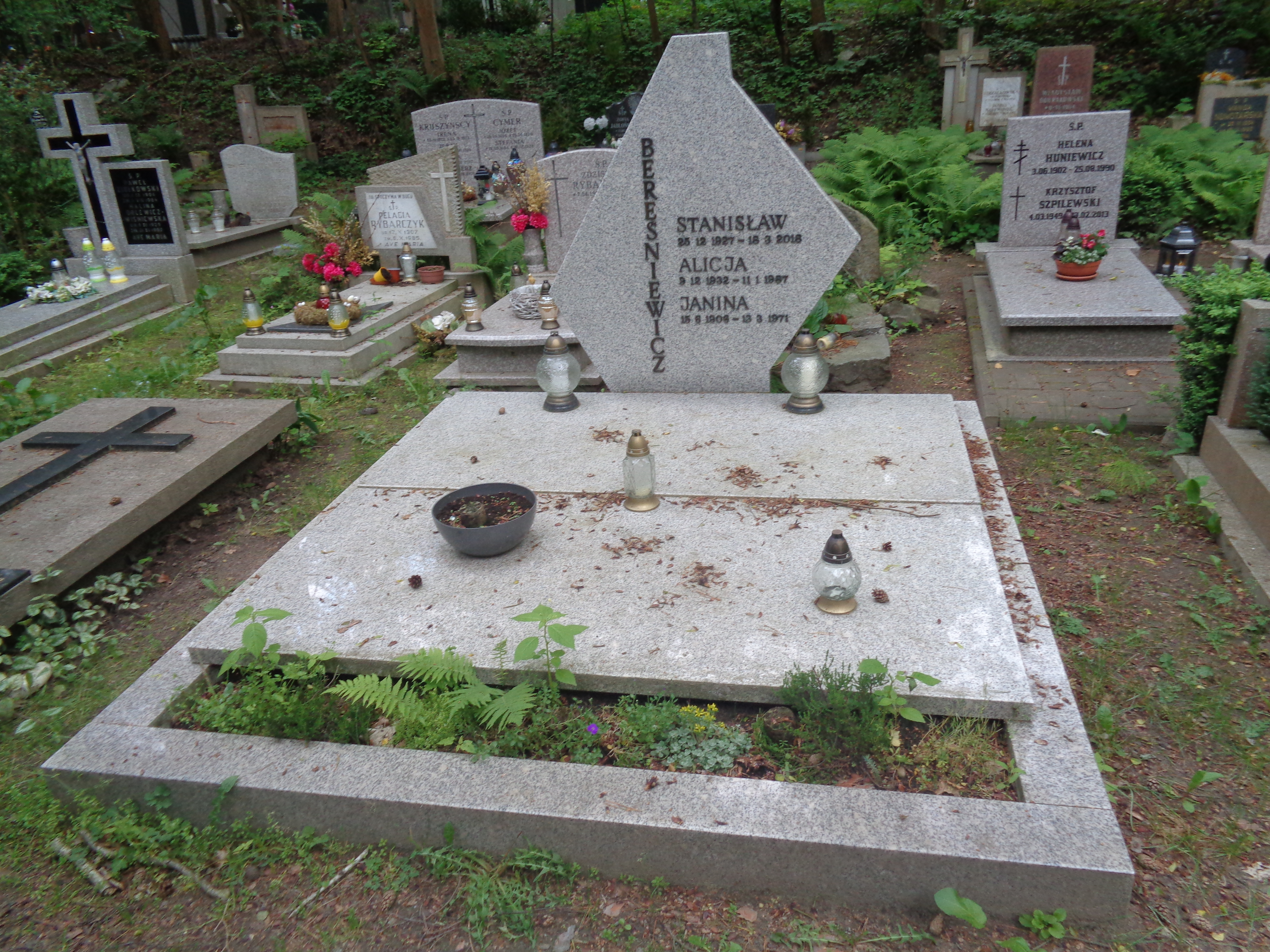
Nagrobek Stanisława Bereśniewicza na Cmentarzu Srebrzysko w Gdańsku

Stanisław Bereśniewicz (ur. 25 grudnia 1927 w Wilnie, zm. 18 marca 2018 w Gdańsku) – polski funkcjonariusz partyjny i związkowy, urzędnik konsularny. 

## Życiorys
W PPR od 1947, w PZPR od 1948, członek ZWM (1946–1948) i ZMP (1948-). Ukończył 3 miesięczny kurs Szkoły Wojewódzkiej PPR (1947). Był instruktorem Komitetu Miejskiego PPR/PZPR w Gdańsku (1948–1950) i kierownikiem kadr Zarządu Wojewódzkiego ZMP w Gdańsku (1950–1951). Ukończył Centralną Szkołę PZPR w Łodzi (1951–1952), po czym powierzono mu pełnienie funkcji zastępcy kierownika Zarządu Głównego ZMP w Warszawie, instruktor wydziału morskiego Komitetu Wojewódzkiego PZPR w Gdańsku (1955–1957). Był zatrudniony w PLO, m.in. na statku m/s Waryński (1957–1958) i instruktor Komitetu Zakładowego PZPR w PLO w Gdyni (1958–1960). Z PLO przeszedł do Komitetu Miejskiego PZPR w Gdyni, gdzie był sekretarzem ds. organizacyjnych (1960–1961). Studiował na Wydziale Historyczno-Socjologicznym w Wyższej Szkole Nauk Społecznych przy Komitecie Centralnym PZPR w Warszawie (1961–1964), po której ukończeniu pełnił obowiązki starszego instruktora wydziału organizacyjnego KW PZPR w Gdańsku (1964), I sekretarza Komitetu Dzielnicowego PZPR Gdańsk-Śródmieście (1964–1972), przewodniczącego Wojewódzkiej Rady Związków Zawodowych w Gdańsku i członka egzekutywy KW PZPR w Gdańsku (1972–1980), oraz konsula generalnego PRL w Leningradzie (1980–1984). Pochowany na Cmentarzu Srebrzysko w Gdańsku (rejon IX, taras IV wojskowy-1-24/25).  